# Ponferrada
Ponferrada est une ville et une commune espagnole, chef-lieu de la comarque du Bierzo, située dans la province de León, dans la communauté autonome de Castille-et-León.
La ville est une étape sur le Camino francés et le point de départ du Camino de Invierno du Pèlerinage de Saint-Jacques-de-Compostelle.

## Géographie
Ponferrada est situé à 80 km environ à l’ouest de León, au confluent du Sil et de son affluent, le Boeza.

### Communes limitrophes
| Nord-ouest Camponaraya         | Nord Cabañas Raras et Cubillos del Sil | Nord-est Congosto              |
| Ouest Carracedelo              |                                        | Est Castropodame et Molinaseca |
| Sud-ouest Priaranza del Bierzo | Sud Benuza                             | Sud-est Molinaseca             |

### Localités voisines au sein de la commune
| Nord-ouest Cuatrovientos       | Nord Compostilla (es) et Columbrianos | Nord-est Santo Tomás de las Ollas (es) |
| Ouest La Placa (es)            |                                       | Est Urbanización Patricia (es)         |
| Sud-ouest Toral de Merayo (es) | Sud San Lorenzo                       | Sud-est Campo                          |

## Démographie
| Évolution démographique de la commune depuis 1991 | Évolution démographique de la commune depuis 1991 | Évolution démographique de la commune depuis 1991 | Évolution démographique de la commune depuis 1991 | Évolution démographique de la commune depuis 1991 | Évolution démographique de la commune depuis 1991 | Évolution démographique de la commune depuis 1991 |
| ------------------------------------------------- | ------------------------------------------------- | ------------------------------------------------- | ------------------------------------------------- | ------------------------------------------------- | ------------------------------------------------- | ------------------------------------------------- |
| 1991                                              | 1996                                              | 2001                                              | 2004                                              | 2008                                              | 2011                                              | 2021                                              |
| 59 948                                            | 61 575                                            | 62 175                                            | 65 111                                            | 67 969                                            | 68 383                                            | 63 739                                            |

| Évolution démographique du chef-lieu (casco urbano) de la commune | Évolution démographique du chef-lieu (casco urbano) de la commune | Évolution démographique du chef-lieu (casco urbano) de la commune | Évolution démographique du chef-lieu (casco urbano) de la commune | Évolution démographique du chef-lieu (casco urbano) de la commune | Évolution démographique du chef-lieu (casco urbano) de la commune |
| ----------------------------------------------------------------- | ----------------------------------------------------------------- | ----------------------------------------------------------------- | ----------------------------------------------------------------- | ----------------------------------------------------------------- | ----------------------------------------------------------------- |
| 2000                                                              | 2001                                                              | 2002                                                              | 2003                                                              | 2004                                                              | 2005                                                              |
| 38 405                                                            | 38 771                                                            | 39 380                                                            | 40 109                                                            | 40 273                                                            | 40 807                                                            |
| 2006                                                              | 2007                                                              | 2008                                                              | 2009                                                              | 2010                                                              | 2011                                                              |
| 41 195                                                            | 41 371                                                            | 42 250                                                            | -                                                                 | -                                                                 | -                                                                 |

## Divisions administratives
La commune de Ponferrada regroupe les trente-huit localités suivantes :
| - Bárcena del Bierzo (es) - Bouzas (es) - Campo - Carracedo de Compludo - Columbrianos - Compludo - Compostilla (es) - Cuatrovientos - Dehesas (es) - Espinoso de Compludo - Flores del Sil (es) - Fuentesnuevas - Lombillo de los Barrios (es) | - Manzanedo de Valdueza (es) - La Martina (es) - Montes de Valdueza (es) - Otero (Ponferrada) (es) - Ozuela (es) - Palacios de Compludo (es) - Peñalba de Santiago - La Placa (es) - Ponferrada (chef-lieu) - Rimor (es) - Salas de los Barrios - San Adrián de Valdueza (es) - San Andrés de Montejos | - San Clemente de Valdueza (es) - San Cristóbal de Valdueza (es) - San Esteban de Valdueza (es) - San Lorenzo - Santa Lucía de Valdueza (es) - Santo Tomás de las Ollas (es) - Toral de Merayo (es) - Urbanización Patricia (es) - Valdecañada (es) - Valdefrancos (es) - Villanueva de Valdueza (es) - Villar de los Barrios (es) |

## Histoire
Ponferrada est bâtie sur la langue de terre formée par le confluent du Sil et du Boaza, où il y eut sans doute un habitat préhistorique[réf. nécessaire].
Endroit bien placé, proche de leur centre d'exploitation aurifère de Las Médulas, les Romains y construisent un fort. Théodoric II s'empara en 456 de la position et, quelques siècles plus tard, les musulmans l'occupèrent.
Les pèlerins passaient en barque la Boeza avant que le pont Mascaron ne fût construit. Une profonde forêt de chênes verts et la difficulté d'un gué au fond d'un ravin, pour passer le Sil, faisaient que bien des pèlerins cherchaient ailleurs un passage plus aisé.
En 1082, l'évêque d'Astorga Osmundo fit jeter sur le Sil le Pons ferratus que signale Aimery Picaud dans son Guide du Pèlerin. Dans cette région de mines, le fer était fortement utilisé pour cet ouvrage. À une époque où tous les ponts étaient soit de pierre soit de bois, cette innovation soulevait l'admiration. Le développement de Ponferrada fut tel qu'un « burgo del puente Boeza », existant au XIIe siècle près du pont Mascaron, concurrencé, disparut.
Dotée d'un fuero (charte) au XIIe siècle, la ville eut quatre hôpitaux, Saint-Lazare et Saint-Pierre, puis Saint-Jean au XIIIe siècle, enfin en 1498, Isabelle la Catholique dota la ville d'un hôpital de pèlerins, appelé pour cette raison « hôpital de la Reine ».
À la suppression de l'ordre du Temple, la ville devint possession des familles d'Osorio, puis du comte de Lemos, jusqu'à ce que les Rois Catholiques l'aient réclamée, à la suite d'un conflit entre le comte de Lemos et son fils, au XIVe siècle, après diverses batailles dans le château, la prise et la récupération successive de la place par chacun d'eux. Les Rois catholiques ont décidé finalement que le château et la ville étaient leur propriété, acte qui a mis fin aux révoltes.

### Les Templiers
Ponferrada se développa sous l'impulsion de Ferdinand II de León. En 1178, ce souverain invita l'ordre du Temple à s'y installer afin de contrôler cet axe de passage que constitue le Bierzo et d'assurer la sécurité des pèlerins. Entre 1218 et 1282, les Templiers édifièrent, sur la rive gauche du Sil, le château de Ponferrada, qui s'étend sur plus de huit mille mètres carrés, et l'occupèrent jusqu'à la dissolution de leur Ordre en 1312.

## Politique et administration
La commune est dirigée par un conseil municipal de vingt-cinq membres, élus pour un mandat de quatre ans, qui à leur tour élisent le maire.
À la suite des élections du 28 mai 2023, le PSOE détient 11 sièges, le PP 10, Vox et la coalition pour le Bierzo (CB), 2 chacun. Le 17 juin suivant, le candidat du PP Marco Antonio Morala est élu maire par 14 voix, grâce au soutien de Vox et de CB.
| Période | Période  | Identité                 | Étiquette | Qualité |
| ------- | -------- | ------------------------ | --------- | ------- |
| 1979    | 1995     | Celso López Gavela       | PSOE      |         |
| 1995    | 2002     | Ismael Álvarez           | PP        |         |
| 2002    | 2013     | Carlos López Riesco      | PP        |         |
| 2013    | 2015     | Samuel Folgueral Arias   |           |         |
| 2015    | 2019     | Gloria Fernández Merayo  | PP        |         |
| 2019    | 2023     | Olegario Ramón Fernández | PSOE      |         |
| 2023    | En cours | Marco Antonio Morala     | PP        |         |

Ponferrada est souvent présentée comme le point de départ du mouvement #metoo espagnol quand Nevenka Fernández, une conseillère municipale, dénonce lors d'une conférence de presse le harcèlement sexuel dont elle dit faire l’objet de la part du maire Ismael Álvarez. À l'époque Nevenka est l’objet d'insultes même si le maire finit par être condamné par un tribunal.

## Culture et patrimoine

### Pèlerinage de Compostelle
Par le Camino francés du Pèlerinage de Saint-Jacques-de-Compostelle, le chemin vient de la localité de Campo, sur le territoire de Ponferrada. À l'aller, la commune abrite également la halte suivante, Columbrianos.
Ponferrada est aussi le point de départ du Camino de Invierno, autre route pour Saint-Jacques-de-Compostelle traditionnellement utilisée par les pèlerins médiévaux en hiver. Avec environ cinquante kilomètres de plus, cette route évite les neiges d'O Cebreiro. Toral de Merayo, autre localité de Ponferrada, en est la halte suivante.

### Monuments religieux
La basilique de la Vierge du chêne (Nuestra Señora de la Encina)
Située dans le centre historique de Ponferrada, c'est en 1572 que les premiers travaux de la basilique débutent sous la direction de l'architecte Juan de Alvear, dans le style renaissance. En 1614, de nouveaux travaux sont entrepris et une tour est érigée. On emploie alors le style baroque. L'intérieur de l'édifice abrite une représentation de la Vierge du chêne, sainte patronne de la ville,.
L'église Saint-Thomas
Cette église située entre les deux rivières, nommée aussi « d'entre deux eaux » (de las Entrambasaguas), possède une abside mozarabe.
La commune abrite également le couvent des conceptionnistes, achevé en 1542, l'église baroque Saint-André du XVIIe siècle.

### Patrimoine civil et naturel
Le château de Ponferrada, construit en 1178, est un édifice templier situé sur une colline au confluent du Sil et du Boeza.
L'hôpital de la Reine a été fondé par les Rois catholiques.
L'hôtel de ville a été construit au XVIIe siècle et la tour de l'horloge au XVIe siècle.

### Jumelage
La ville de Ponferrada participe à l'initiative de jumelage promue notamment par l'Union européenne. À ce titre, elle a établi des liens avec la localité suivante :
|                    | Pays    | Localité        |
| Drapeau du Mexique | Mexique | Pachuca de Soto |
| ------------------ | ------- | --------------- |

## Personnalités liées à la commune
- Ismael Álvarez (1950-), ancien maire de la ville, condamné par la justice[6] (L'Affaire Nevenka[7]);
- Rosario Velasco (1957-), conseillère municipale[8];

- Manuel Aller (1963-), sportif;
- Nevenka Fernández (1974-), personnalité politique, ancienne adjointe au maire de la ville, personnalité de la lutte pour les droits des femmes (Nevenka Fernández brise le silence)[9].

## Galerie de photos

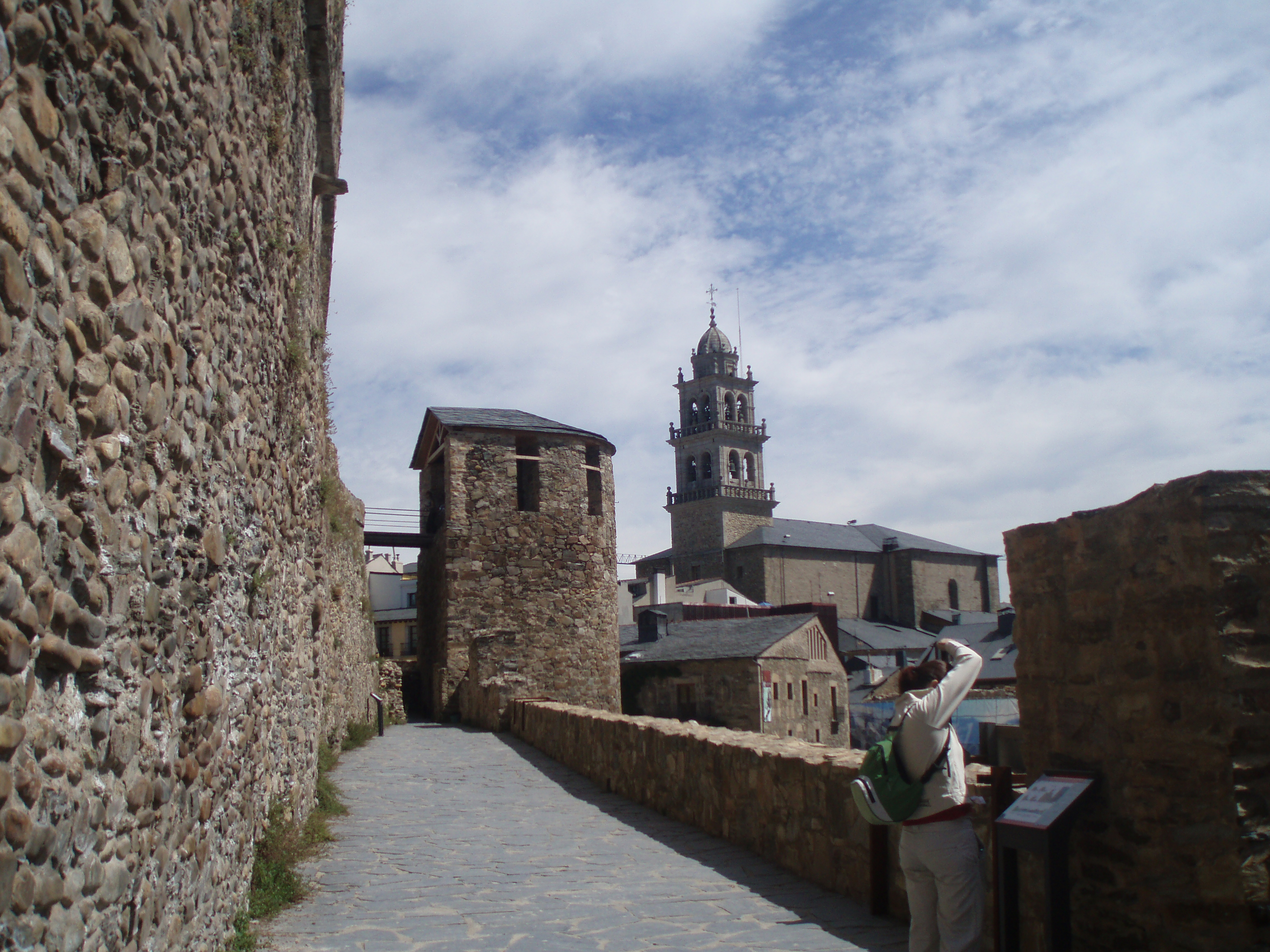
La basilique de la Vierge du chêne.
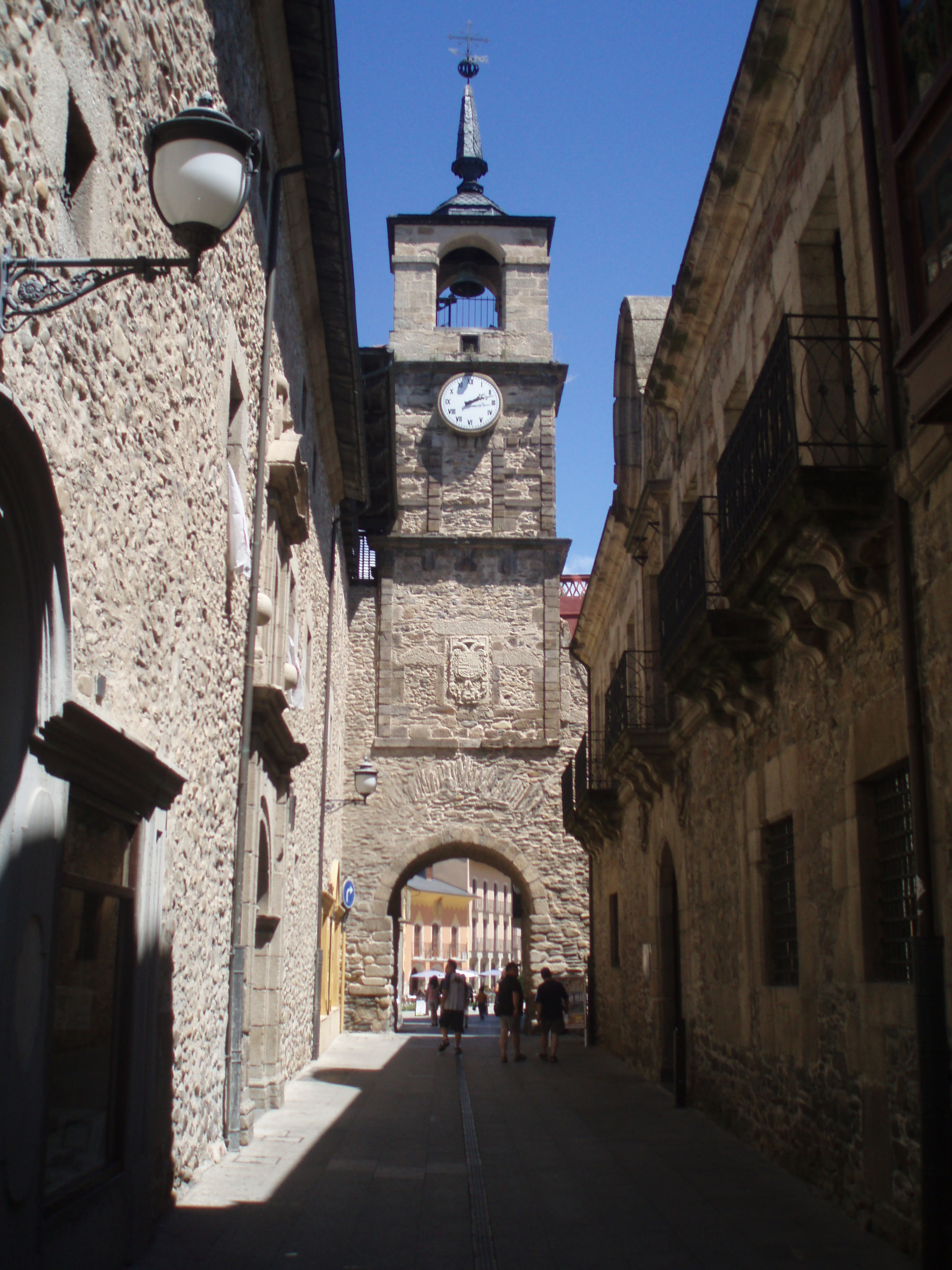
La tour de l'horloge.
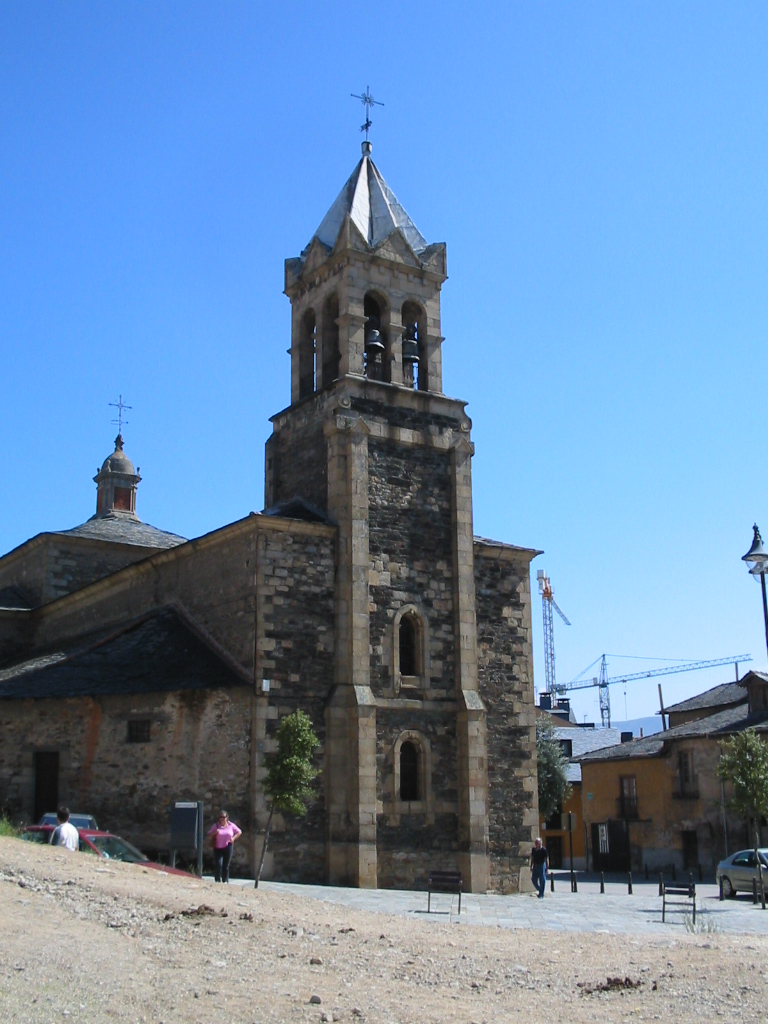
L'église baroque Saint-André.
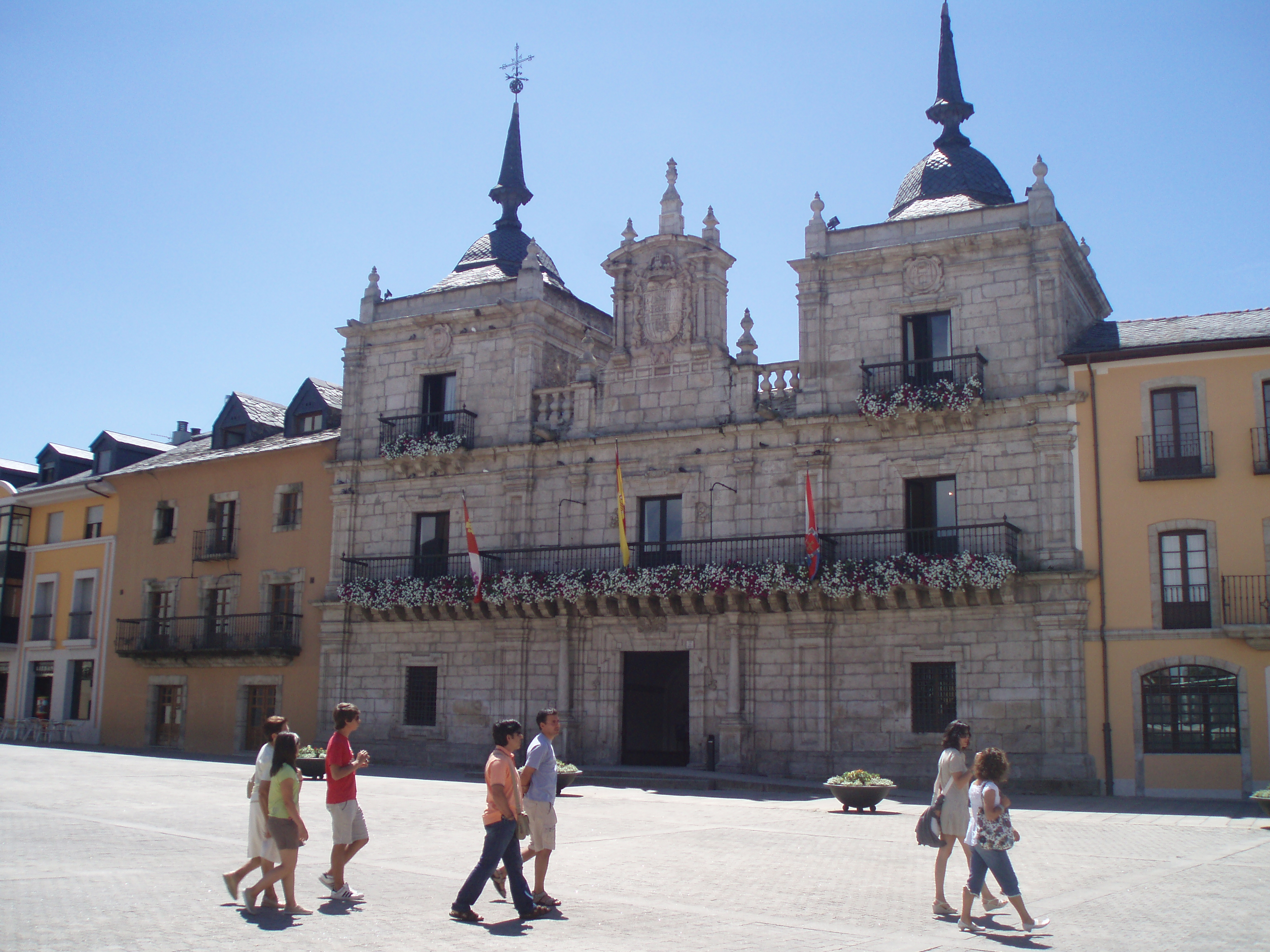
L'hôtel de ville.
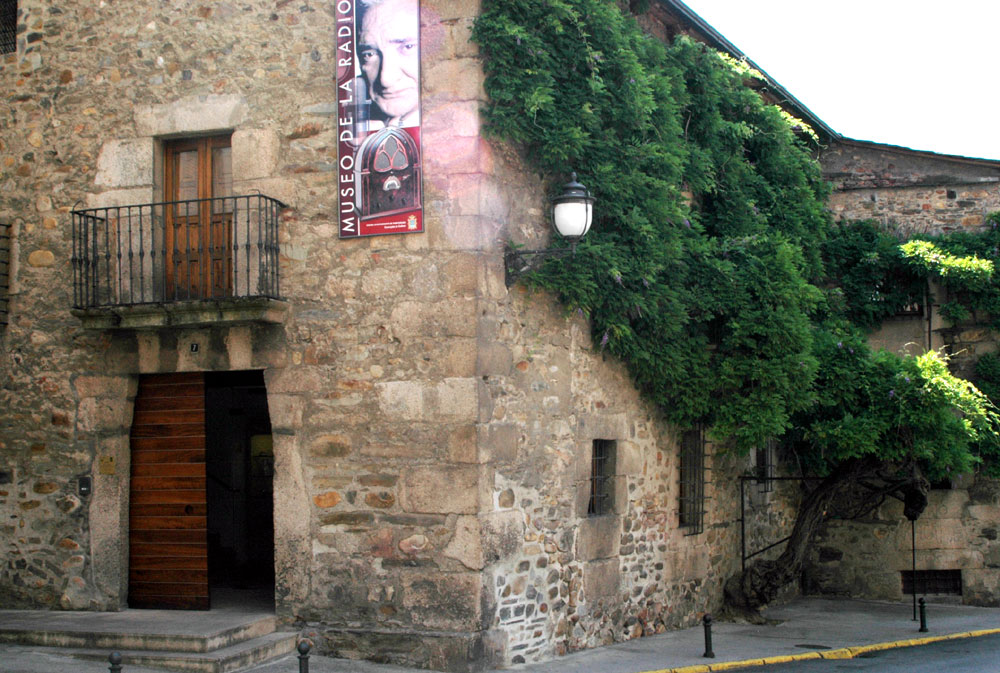
Le musée de la radio.

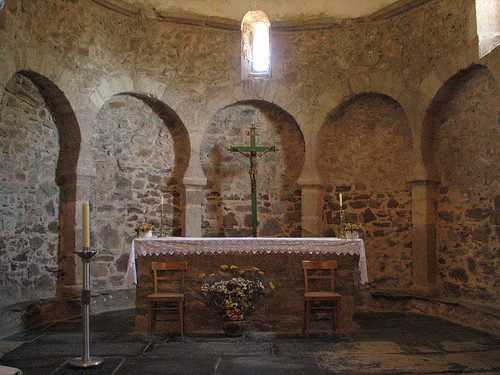
L'église Saint-Thomas.
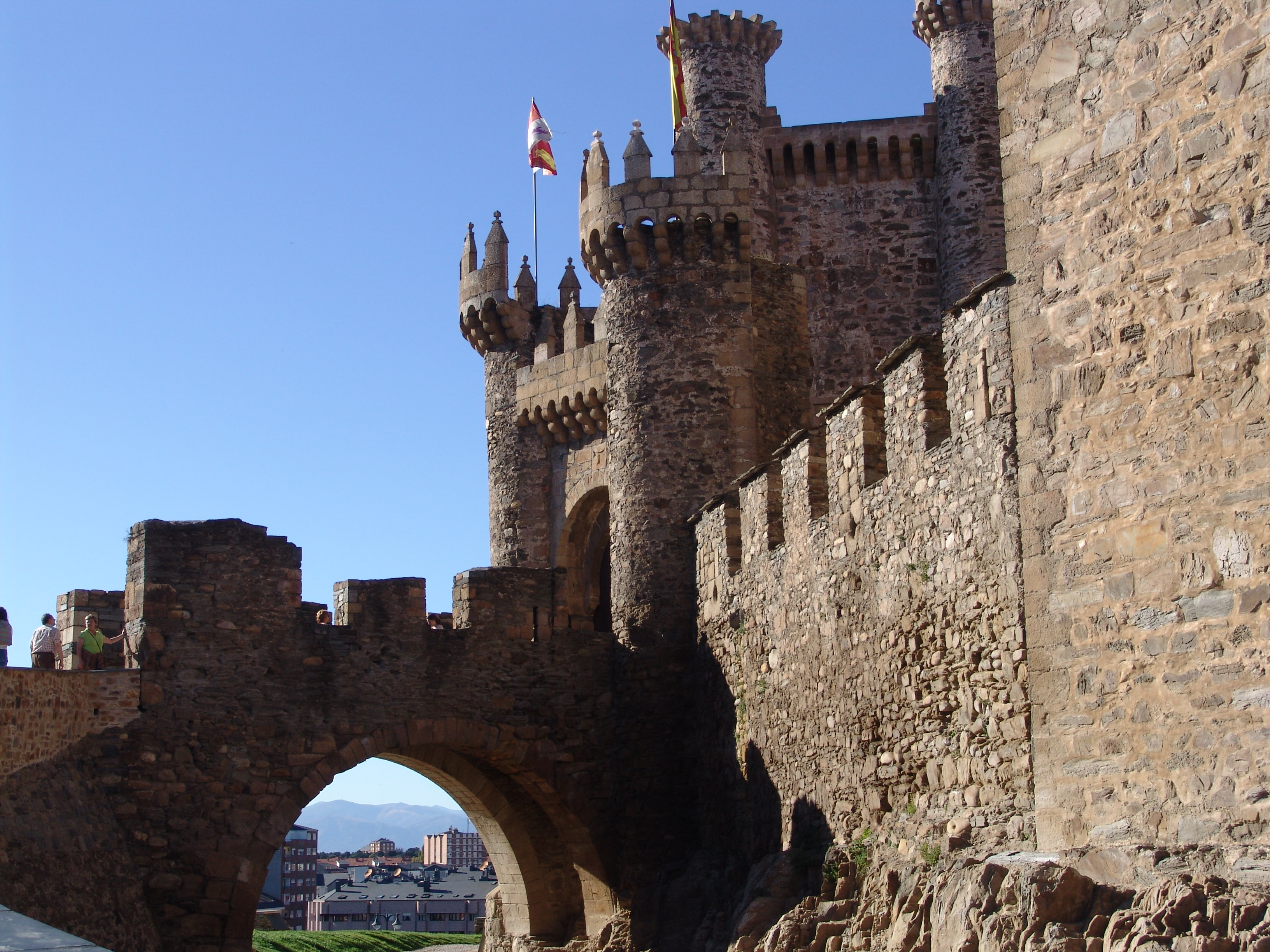
Le château des Templiers.
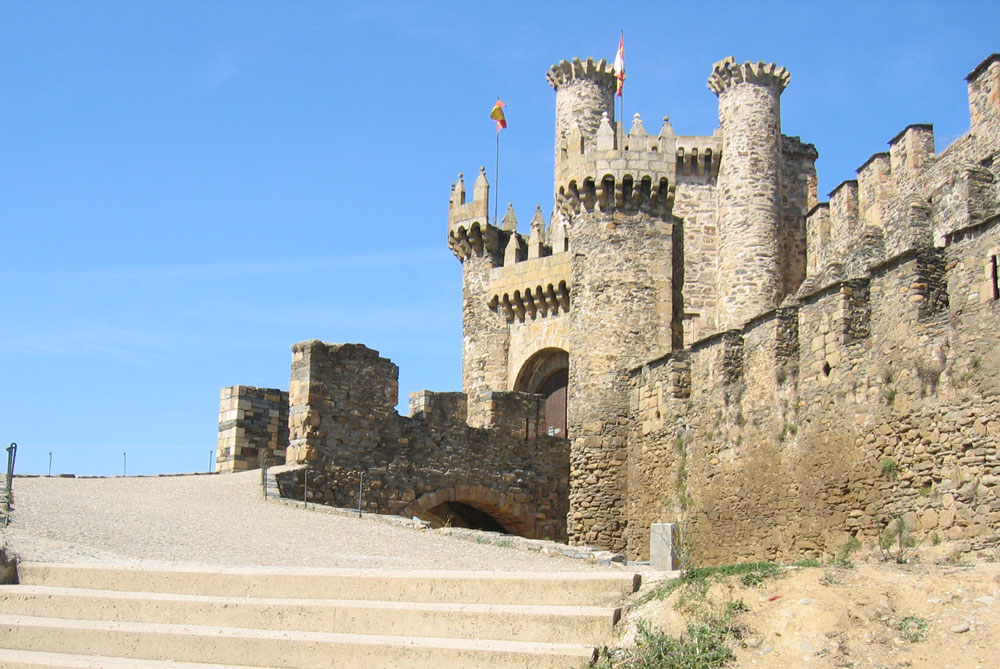
Le château des Templiers (en 2005).

## Sports
Ponferrada a accueilli les championnats du monde de cyclisme sur route en 2014.

### Arrivées du Tour d'Espagne
Sept arrivées du Tour d'Espagne ont eu lieu dans cette commune :
- 1942 : Joaquín Olmos (Espagne)
- 1980 : Javier Elorriaga (Espagne)
- 1987 : Dominique Arnaud (France)
- 1989 : Roberto Pagnin (Italie)
- 2006 : Alejandro Valverde (Espagne)
- 2008 : David García Dapena (Espagne)
- 2011 : Michael Albasini (Suisse)

### Football
La Sociedad Deportiva Ponferradina (ou SD Ponferradina) est l'équipe de football de Ponferrada. Elle évolue actuellement en 2e division.